# 남자 이야기 (2009년 드라마)
《남자 이야기》는 KBS 2TV에서 2009년 4월 6일부터 2009년 6월 9일까지 방영된 KBS 월화 미니시리즈이며, '돈'이 지배하고 있는 황금 만능 주의가 팽배해진 현실 속에서, 맞대결을 뜨는 남자와 악마의 지배자로 군림하고 있는 천재의 대결을 극화하여, 인간 군상의 폭력성을 고발한 전형적인 장르믈로 꼽힌다.

## 등장 인물

### 주요 인물
- 박용하 : 김신 역
- 김강우 : 채도우 역 (아역 원덕현)
- 박시연 : 서경아 역
- 이필립 : 도재명 역 (아역 정찬우) - 해결사
- 안미나 : 채은수 역 (아역 현나경) - 도우의 동생
- 이문식 : 박문호 역 - 희대의 사기꾼
- 박기웅 : 안경태 역 - 별명 마징가. 주식천재, 해커

### 김신의 주변 인물
- 장세진 : 범환 역 - 남방파 보스
- 백재진 : 용식 역 - 범환의 오른팔
- 김형범 : 중호 역 - 용식의 똘마니
- 전재형 : 재섭 역 - 남방파의 막내 똘마니
- 방은희 : 명선 역 - 김신의 형수
- 신정근 : 사채업자 역
- 정주환 : 정 교도 역
- 김서윤 - 김욱의 딸

### 채도우의 주변 인물
- 장항선 : 채동수 역 - 도우의 부친, 채동그룹 회장
- 김뢰하 : 오상원 역 - 채 회장의 최측근, 채동그룹 이사
- 박선우 : 데니 역 - 도우가 속한 재벌2세 클럽의 수장
- 이승주 : 이 대표 역 - 도우가 교류하는 재벌2세 그룹의 일원
- 허욱 : 케이 역 - 도우의 보디가드
- 엄효섭 : 김명진 역

### 서경아의 주변 인물
- 한송이 : 연희 역 - 텐프로 룸살롱 여종업원
- 최지나 : 장 마담 역 - 텐프로 룸살롱의 대마담
- 이용이 - 경아의 어머니 역

### 그 외 인물
- 이병준 : 도만희 역 - 재명의 부친
- 김지원 : 유리 역
- 조선옥 : 오상원 이사 통역비서 역
- 이재우
- 윤봉길 : 사채 사장 역
- 김방원 : 사채 역
- 이준환
- 유인석
- 박종설
- 맹봉학
- 김미경 : 김경주 역 - 수사반장
- 박성균
- 이태검
- 백민 : 형사 역
- 전성환
- 하준호

### 우정출연
- 양희은 : 미미 장 역 - 해리슨펀드의 홍콩지부장

### 특별출연
- 안내상 : 김욱 역 - 김신의 형
- 송민형 : 민혁 역
- 김정하 : 윤정 역
- 윤유선 : 도우의 어머니 역
- 홍순창 : 김신 父 역
- 김성경 : 라디오 진행자
- 김기만 : 라디오 진행 역
- 정지순 : 사장님 역
- 김재원 : 방송국 진행자 역
- 이금희 : 방송국 진행자 역

## 수상 경력
- 2009년 제4회 서울 드라마 어워즈 장편 부문 최우수상
- 2010년 휴스턴 국제 필름페스티벌 - 드라마 부문 동상

## 동일 소재 드라마
- 빅마우스 (MBC 금토 드라마 - 2022년 하반기 방영작)